# Morphisme localement acyclique
 (mars 2025).
En géométrie algébrique, un morphisme localement acyclique{\displaystyle f:X\to S} de schémas est un morphisme pour lequel tout faisceau sur {\displaystyle S} et sa restriction à {\displaystyle X} par {\displaystyle f} ont la même cohomologie étale, localement. Par exemple, un morphisme lisse est universellement localement acyclique.